# French Open 2010
Die 109. French Open fanden vom 23. Mai bis zum 6. Juni 2010 in Paris,
Frankreich statt.
Titelverteidiger im Einzel waren Roger Federer bei den Herren sowie Swetlana Kusnezowa bei den Damen. Im Herrendoppel waren Lukáš Dlouhý und Leander Paes, im Damendoppel Anabel Medina Garrigues und Virginia Ruano Pascual die Titelverteidiger. Liezel Huber und Bob Bryan waren die Titelverteidiger im Mixed.
Sieger der Herren-Konkurrenz war Rafael Nadal, der das Turnier somit bereits zum fünften Mal gewinnen konnte. Im Dameneinzel siegte Francesca Schiavone und feierte damit den ersten Grand-Slam-Sieg ihrer Karriere sowie den ersten Grand-Slam-Titel einer Italienerin im Einzel. Das Herrendoppel entschieden Daniel Nestor und Nenad Zimonjić für sich, das Damendoppel gewannen Serena und Venus Williams. Den Titel im Mixed holten sich Katarina Srebotnik und Nenad Zimonjić. Den Titel der Juniorinnen sicherte sich Elina Switolina aus der Ukraine.

## Herreneinzel
Sieger: Rafael Nadal
Setzliste
| Nr. | Spieler             | Erreichte Runde |
| --- | ------------------- | --------------- |
| 01. | Roger Federer       | Viertelfinale   |
| 02. | Rafael Nadal        | Sieg            |
| 03. | Novak Đoković       | Viertelfinale   |
| 04. | Andy Murray         | Achtelfinale    |
| 05. | Robin Söderling     | Finale          |
| 06. | Andy Roddick        | 3. Runde        |
| 07. | Fernando Verdasco   | Achtelfinale    |
| 08. | Jo-Wilfried Tsonga  | Achtelfinale    |
| 09. | David Ferrer        | 3. Runde        |
| 10. | Marin Čilić         | Achtelfinale    |
| 11. | Michail Juschny     | Viertelfinale   |
| 12. | Fernando González   | 2. Runde        |
| 13. | Gaël Monfils        | 2. Runde        |
| 14. | Ivan Ljubičić       | 3. Runde        |
| 15. | Tomáš Berdych       | Halbfinale      |
| 16. | Juan Carlos Ferrero | 3. Runde        |

| Nr. | Spieler                | Erreichte Runde |
| --- | ---------------------- | --------------- |
| 17. | John Isner             | 3. Runde        |
| 18. | Sam Querrey            | 1. Runde        |
| 19. | Nicolás Almagro        | Viertelfinale   |
| 20. | Stanislas Wawrinka     | Achtelfinale    |
| 21. | Tommy Robredo          | 1. Runde        |
| 22. | Jürgen Melzer          | Halbfinale      |
| 23. | Ernests Gulbis         | 1. Runde        |
| 24. | Thomaz Bellucci        | Achtelfinale    |
| 25. | Marcos Baghdatis       | 3. Runde        |
| 26. | Juan Mónaco            | 1. Runde        |
| 27. | Feliciano López        | 1. Runde        |
| 28. | Lleyton Hewitt         | 3. Runde        |
| 29. | Albert Montañés        | 3. Runde        |
| 30. | Philipp Kohlschreiber  | 3. Runde        |
| 31. | Victor Hănescu         | 3. Runde        |
| 32. | Guillermo García López | 2. Runde        |

## Dameneinzel
Siegerin: Francesca Schiavone
Setzliste
| Nr. | Spielerin           | Erreichte Runde |
| --- | ------------------- | --------------- |
| 01. | Serena Williams     | Viertelfinale   |
| 02. | Venus Williams      | Achtelfinale    |
| 03. | Caroline Wozniacki  | Viertelfinale   |
| 04. | Jelena Janković     | Halbfinale      |
| 05. | Jelena Dementjewa   | Halbfinale      |
| 06. | Swetlana Kusnezowa  | 3. Runde        |
| 07. | Samantha Stosur     | Finale          |
| 08. | Agnieszka Radwańska | 2. Runde        |
| 09. | Dinara Safina       | 1. Runde        |
| 10. | Wiktoryja Asaranka  | 1. Runde        |
| 11. | Li Na               | 3. Runde        |
| 12. | Marija Scharapowa   | 3. Runde        |
| 13. | Marion Bartoli      | 3. Runde        |
| 14. | Flavia Pennetta     | Achtelfinale    |
| 15. | Aravane Rezaï       | 3. Runde        |
| 16. | Yanina Wickmayer    | 3. Runde        |

| Nr. | Spielerin                    | Erreichte Runde |
| --- | ---------------------------- | --------------- |
| 17. | Francesca Schiavone          | Sieg            |
| 18. | Shahar Peer                  | Achtelfinale    |
| 19. | Nadja Petrowa                | Viertelfinale   |
| 20. | María José Martínez Sánchez  | 1. Runde        |
| 21. | Wera Swonarjowa              | 2. Runde        |
| 22. | Justine Henin                | Achtelfinale    |
| 23. | Daniela Hantuchová           | Achtelfinale    |
| 24. | Lucie Šafářová               | 2. Runde        |
| 25. | Zheng Jie                    | 2. Runde        |
| 26. | Dominika Cibulková           | 3. Runde        |
| 27. | Aljona Bondarenko            | 3. Runde        |
| 28. | Alissa Kleibanowa            | 3. Runde        |
| 29. | Anastassija Pawljutschenkowa | 3. Runde        |
| 30. | Marija Kirilenko             | Achtelfinale    |
| 31. | Alexandra Dulgheru           | 3. Runde        |
| 32. | Kateryna Bondarenko          | 2. Runde        |

## Herrendoppel
Sieger: Daniel Nestor und Nenad Zimonjić
Setzliste
| Nr. | Paarung                              | Erreichte Runde |
| --- | ------------------------------------ | --------------- |
| 01. | Bob Bryan Mike Bryan                 | 2. Runde        |
| 02. | Daniel Nestor Nenad Zimonjić         | Sieg            |
| 03. | Lukáš Dlouhý Leander Paes            | Finale          |
| 04. | Wesley Moodie Dick Norman            | Halbfinale      |
| 05. | Mahesh Bhupathi Maks Mirny           | 2. Runde        |
| 06. | Łukasz Kubot Oliver Marach           | Viertelfinale   |
| 07. | Simon Aspelin Paul Hanley            | 1. Runde        |
| 08. | Mariusz Fyrstenberg Marcin Matkowski | Viertelfinale   |

| Nr. | Paarung                          | Erreichte Runde |
| --- | -------------------------------- | --------------- |
| 09. | František Čermák Michal Mertiňák | Achtelfinale    |
| 10. | Julian Knowle Andy Ram           | Halbfinale      |
| 11. | Marcel Granollers Tommy Robredo  | 1. Runde        |
| 12. | John Isner Sam Querrey           | Rückzug         |
| 13. | Mardy Fish Mark Knowles          | 2. Runde        |
| 14. | Robert Lindstedt Horia Tecău     | 1. Runde        |
| 15. | Julien Benneteau Michaël Llodra  | Achtelfinale    |
| 16. | Eric Butorac Rajeev Ram          | 1. Runde        |

## Damendoppel
Siegerinnen: Serena Williams und Venus Williams
Setzliste
| Nr. | Paarung                                            | Erreichte Runde |
| --- | -------------------------------------------------- | --------------- |
| 01. | Serena Williams Venus Williams                     | Sieg            |
| 02. | Nuria Llagostera Vives María José Martínez Sánchez | Halbfinale      |
| 03. | Liezel Huber Anabel Medina Garrigues               | Halbfinale      |
| 04. | Nadja Petrowa Samantha Stosur                      | Achtelfinale    |
| 05. | Gisela Dulko Flavia Pennetta                       | Viertelfinale   |
| 06. | Cara Black Jelena Wesnina                          | Achtelfinale    |
| 07. | Lisa Raymond Rennae Stubbs                         | Achtelfinale    |
| 08. | Alissa Kleibanowa Francesca Schiavone              | 2. Runde        |

| Nr. | Paarung                                   | Erreichte Runde |
| --- | ----------------------------------------- | --------------- |
| 09. | Bethanie Mattek-Sands Yan Zi              | Achtelfinale    |
| 10. | Chan Yung-jan Zheng Jie                   | Achtelfinale    |
| 11. | Marija Kirilenko Agnieszka Radwańska      | Viertelfinale   |
| 12. | Květa Peschke Katarina Srebotnik          | Finale          |
| 13. | Iveta Benešová Barbora Záhlavová-Strýcová | Achtelfinale    |
| 14. | Wera Duschewina Jekaterina Makarowa       | 2. Runde        |
| 15. | Wolha Hawarzowa Alla Kudrjawzewa          | Achtelfinale    |
| 16. | Andrea Hlaváčková Lucie Hradecká          | Achtelfinale    |

## Mixed
Sieger: Katarina Srebotnik und Nenad Zimonjić
Setzliste
| Nr. | Paarung                              | Erreichte Runde |
| --- | ------------------------------------ | --------------- |
| 01. | Liezel Huber Mahesh Bhupathi         | 1. Runde        |
| 02. | Cara Black Leander Paes              | Viertelfinale   |
| 03. | Nuria Llagostera Vives Oliver Marach | Halbfinale      |
| 04. | Bethanie Mattek-Sands Mark Knowles   | 1. Runde        |

| Nr. | Paarung                           | Erreichte Runde |
| --- | --------------------------------- | --------------- |
| 05. | Alissa Kleibanowa Maks Mirny      | Viertelfinale   |
| 06. | Katarina Srebotnik Nenad Zimonjić | Sieg            |
| 07. | Lisa Raymond Wesley Moodie        | 1. Runde        |
| 08. | Yan Zi Mariusz Fyrstenberg        | 1. Runde        |

## Junioreneinzel
Setzliste
| Nr. | Spieler         | Erreichte Runde |
| --- | --------------- | --------------- |
| 01. | Daniel Berta    | 1. Runde        |
| 02. | Jason Kubler    | 2. Runde        |
| 03. | Gianni Mina     | Viertelfinale   |
| 04. | Jiří Veselý     | 1. Runde        |
| 05. | Tiago Fernandes | Viertelfinale   |
| 06. | Denis Kudla     | Achtelfinale    |
| 07. | Kevin Krawietz  | 1. Runde        |
| 08. | Dominic Thiem   | 1. Runde        |

| Nr. | Spieler           | Erreichte Runde |
| --- | ----------------- | --------------- |
| 09. | Duilio Beretta    | Halbfinale      |
| 10. | Máté Zsiga        | Achtelfinale    |
| 11. | Renzo Olivo       | Viertelfinale   |
| 12. | Damir Džumhur     | 2. Runde        |
| 13. | Mitchell Frank    | 2. Runde        |
| 14. | Michail Birjukow  | Achtelfinale    |
| 15. | Wiktor Baluda     | Achtelfinale    |
| 16. | Yasutaka Uchiyama | Achtelfinale    |

## Juniorinneneinzel
Setzliste
| Nr. | Spielerin           | Erreichte Runde |
| --- | ------------------- | --------------- |
| 01. | Mónica Puig         | Viertelfinale   |
| 02. | Karolína Plíšková   | 1. Runde        |
| 03. | Irina Chromatschowa | Halbfinale      |
| 04. | Nastja Kolar        | Achtelfinale    |
| 05. | Tímea Babos         | 2. Runde        |
| 06. | Gabriela Dabrowski  | 1. Runde        |
| 07. | Darja Gawrilowa     | 2. Runde        |
| 08. | Kristýna Plíšková   | 1. Runde        |

| Nr. | Spielerin            | Erreichte Runde |
| --- | -------------------- | --------------- |
| 09. | Beatrice Capra       | Viertelfinale   |
| 10. | Lauren Davis         | Achtelfinale    |
| 11. | An-Sophie Mestach    | 1. Runde        |
| 12. | Tamara Čurović       | 1. Runde        |
| 13. | Ljudmyla Kitschenok  | Achtelfinale    |
| 14. | Verónica Cepede Royg | 2. Runde        |
| 15. | Caroline Garcia      | 2. Runde        |
| 16. | Nanuli Pipija        | 2. Runde        |

## Juniorendoppel
Setzliste
| Nr. | Paarung                        | Erreichte Runde |
| --- | ------------------------------ | --------------- |
| 01. | Damir Džumhur Máté Zsiga       | Viertelfinale   |
| 02. | Peter Heller Kevin Krawietz    | Halbfinale      |
| 03. | Wiktor Baluda Michail Birjukow | Halbfinale      |
| 04. | James Duckworth Jason Kubler   | Viertelfinale   |

| Nr. | Paarung                          | Erreichte Runde |
| --- | -------------------------------- | --------------- |
| 05. | Guilherme Clezar Tiago Fernandes | Achtelfinale    |
| 06. | Mitchell Frank Junior A. Ore     | 1. Runde        |
| 07. | Duilio Beretta Roberto Quiroz    | Sieg            |
| 08. | Hugo Dellien Dominic Thiem       | 1. Runde        |

## Juniorinnendoppel
Setzliste
| Nr. | Paarung                             | Erreichte Runde |
| --- | ----------------------------------- | --------------- |
| 01. | Karolína Plíšková Kristýna Plíšková | 1. Runde        |
| 02. | Gabriela Dabrowski Darja Gawrilowa  | Achtelfinale    |
| 03. | Nastja Kolar An-Sophie Mestach      | 1. Runde        |
| 04. | Beatrice Capra Verónica Cepede Royg | Viertelfinale   |

| Nr. | Paarung                             | Erreichte Runde |
| --- | ----------------------------------- | --------------- |
| 05. | Tímea Babos Sloane Stephens         | Sieg            |
| 06. | Irina Chromatschowa Silvia Njirić   | Achtelfinale    |
| 07. | Tamara Čurović Sofija Kowalez       | 1. Runde        |
| 08. | Ljudmyla Kitschenok Elina Switolina | Halbfinale      |

## Herreneinzel-Rollstuhl
Setzliste
| Nr. | Spieler         | Erreichte Runde |
| --- | --------------- | --------------- |
| 01. | Shingo Kunieda  | Sieg            |
| 02. | Stéphane Houdet | Halbfinale      |

## Dameneinzel-Rollstuhl
Setzliste
| Nr. | Spielerin                | Erreichte Runde |
| --- | ------------------------ | --------------- |
| 01. | Esther Vergeer           | Sieg            |
| 02. | Florence Alix-Gravellier | Halbfinale      |

## Herrendoppel-Rollstuhl
Setzliste
| Nr. | Paarung                        | Erreichte Runde |
| --- | ------------------------------ | --------------- |
| 01. | Stéphane Houdet Shingo Kunieda | Sieg            |
| 02. | Maikel Scheffers Ronald Vink   | Halbfinale      |

## Damendoppel-Rollstuhl
Setzliste
| Nr. | Paarung                        | Erreichte Runde |
| --- | ------------------------------ | --------------- |
| 01. | Daniela Di Toro Aniek van Koot | Sieg            |
| 02. | Esther Vergeer Sharon Walraven | Finale          |